# Austrosynotis
Austrosynotis là một chi thực vật có hoa trong họ Cúc (Asteraceae).

## Loài
Chi Austrosynotis gồm các loài: